# Romeins theater van Dougga
Het Romeinse theater van Dougga is een antiek theater bij de Tunesische stad Dougga, in de oudheid Thugga.
Het theater van Dougga werd in 168 of 169 gebouwd in opdracht van Publius Marcius Quadratus, lid van een van de rijkste families van de stad. Een inscriptie in het theater maakt nog melding van het feit dat Marcius Quadratus ter gelegenheid van de inwijding van het theater een groot banket en gymnastische spelen organiseerde.
Het theater is gebouwd volgens een typisch Romeins model, dat al sinds de bouw van het Theater van Pompeius in Rome gangbaar was. Het gebouw vertoont veel gelijkenissen met de theaters van Orange, Mérida en Pompeii. De cavea is tegen een heuvel opgebouwd en biedt op 19 rijen plaats aan 3500 toeschouwers. Hoewel het geen groot theater is, is dit aantal opvallend omdat Thugga in de oudheid maar 5000 inwoners telde.
Het theater is nog in goede staat en is gerestaureerd. Het podium is gedeeltelijk gereconstrueerd met de nog overeind staande Korinthische zuilen. Oorspronkelijk hoorden deze zuilen bij een podiummuur (scaenae frons) van twee verdiepingen hoog.
Samen met de andere Romeinse monumenten van Dougga staat het theater op de Werelderfgoedlijst van Unesco. Iedere zomer wordt er het festival van Dougga gehouden.